# NGC 2335
NGC 2335 (другое обозначение — OCL 562) — рассеянное скопление в созвездии Единорог.
Этот объект входит в число перечисленных в оригинальной редакции «Нового общего каталога».
Скопление расположено в северной части области H II под обозначением S296. Минимальное число членов скопления — 19, 2 из которых являются звёздами-гигантами. Заметных различий в покраснении света по всему периметру скопления не обнаружено.